# Eucamptodontopsis
Eucamptodontopsis là một chi rêu trong họ Dicranaceae.